# Мэннок, Эдвард
Эдвард Коррингэм (Мик) Мэннок (англ. Edward Corringham "Mick" Mannock; 24 мая 1887 — 26 июля 1918) — самый известный и результативный лётчик-ас военно-воздушных сил Великобритании во время Первой мировой войны.

## Биография
Точных данных по времени и месту рождения Эдварда Мэннока нет. Согласно наиболее значимым исследованиям, он родился 24 мая 1887 года или 21 мая 1888 года. Относительно места рождения Эдварда существуют три основных варианта: Баллинколлиг в графстве Корк (Ирландия), Олдершот в Хэмпшире и Брайтон в Восточном Суссексе (Англия). Эдвард был третьим ребёнком в семье Эдварда и Юлии Коррингэм, при этом мать Эдварда Мэннока была англичанкой, а отец шотландцем. Эдвард Коррингэм был капралом Британской армии (не исключено, что Королевского полка Шотландских драгун), после отставки в 1891 году взял фамилию Мэннок.
В 1893 году Эдвард-старший снова поступил на службу и был отправлен в Индию, куда и переехал с семьёй из Лондона (на тот момент у Юлии и Эдварда было уже четверо детей). Согласно легенде, в Индии десятилетний Эдвард Мэннок перенёс тяжёлую болезнь приведшую к временной слепоте и ослаблению зрения в дальнейшем (считается, что ас Мэннок был слеп на один глаз). Когда Эдварду Мэнноку было 12—13 лет, семья вернулась в Британию. Желая помочь семье (предположительно к этому времени, отец Эдварда много пил и бросил семью), Мэннок устраивается на работу (продавцом, подмастерьем на заводе), в возрасте 20 лет — вступает в Лейбористскую партию.
В 1912 году Эдвард с братом устраиваются клерками в Национальную телефонную компанию, и в
начале 1914 года Эдвард Мэннок, уже дослужившийся до техника, отправляется по контракту в Константинополь. После начала Первой мировой, когда осенью 1914 года Османская империя объявила войну Великобритании, Эдвард, как и все другие мужчины с британским гражданством, попал в тюрьму. В связи с ухудшением здоровья, Эдвард был признан не пригодным к военной службе и отпущен на свободу в апреле 1915 года.

### Становление лётчиком
По возвращении домой, Эдвард Мэннок записался в Королевский армейский медицинский корпус (англ. Royal Army Medical Corps), но уже 1 апреля 1916 года подал рапорт и был зачислен в инженерные войска (англ. Royal Engineers), откуда в августе перевёлся в Королевский лётный корпус. В ноябре 1916 года, после успешного прохождения курса и сдачи экзаменов, Мэннок был направлен на подготовку в 10-ю учебную эскадрилью (англ. Joyce Green Reserve Squadron), а 31 марта 1917 года 29-летний Мик Мэннок прибыл во Францию, в расположение 40-й эскадрильи Королевских ВВС Великобритании (англ. No. 40 Squadron RAF) под командованием Альберта Болла.

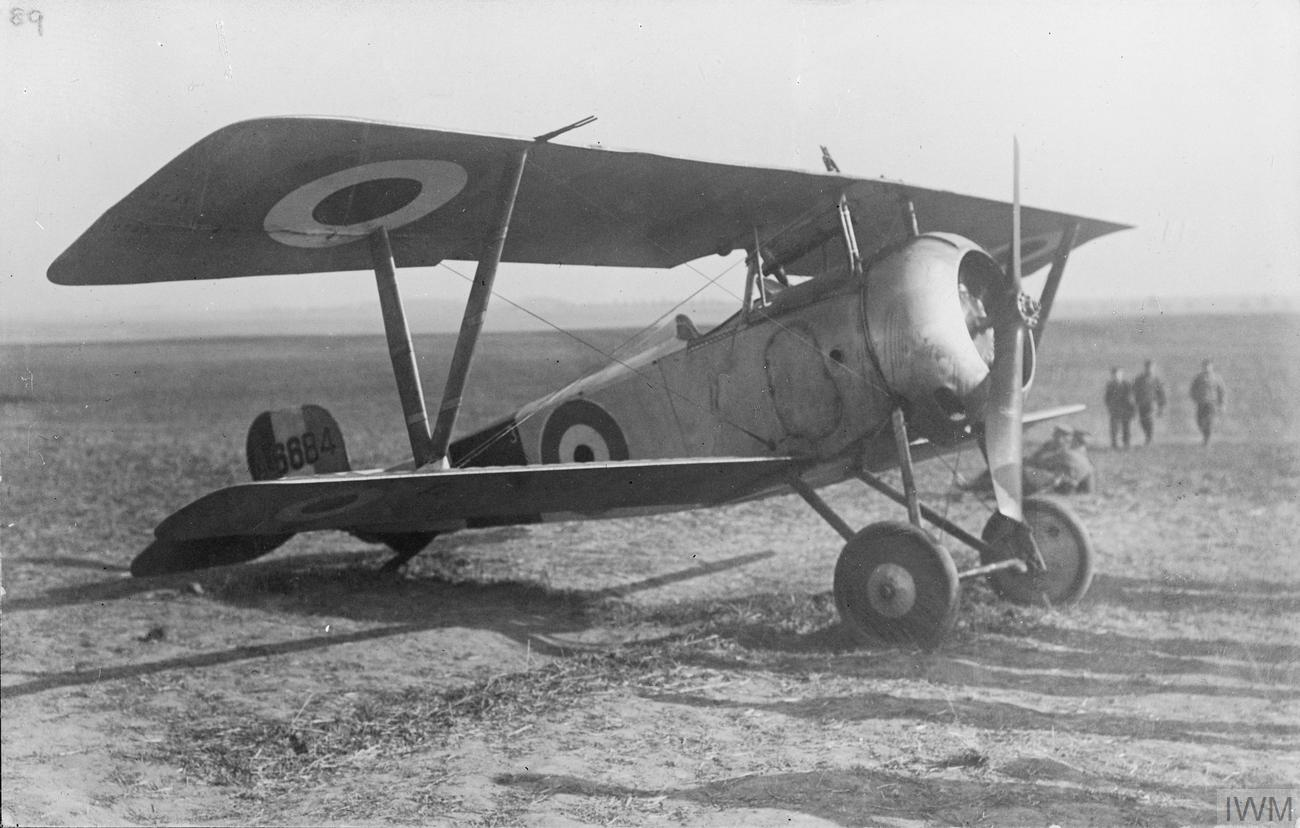
Nieuport 17 Scout.

В составе 40-й эскадрильи Мэннок воевал на истребитель-бипланах Nieuport 17. Первый боевой вылет Мика состоялся 7 апреля, однако первый контакт с противником для Мэннока прошёл неудачно, он испугался и нарушил строй. 7 мая 1917 года Мик Мэннок одержал свою первую победу, сбив разведывательный аэростат. К июлю на счёт Мэннока добавились ещё четыре сбитых самолёта противника, и Эдвард был удостоен Военного креста.

### Ас-истребитель
В конце июля Мик Мэннок был назначен командиром одной из групп, что дало ему возможность реализовывать свои идеи для повышения эффективности групповой тактики воздушного боя. 12 августа 1917 года Мэннок сбил свой 6-й самолёт — Albatros D.III, пилотом которого оказался немецкий ас Йоахим фон Бертраб (англ. Joachim von Bertrab) из эскадрильи Jasta 30, на счёту которого был пять сбитых самолётов. К концу сентября за Миком Мэнноком числились 15 сбитых самолётов противника, и в октябре он получил звание капитана и планку к Военному кресту

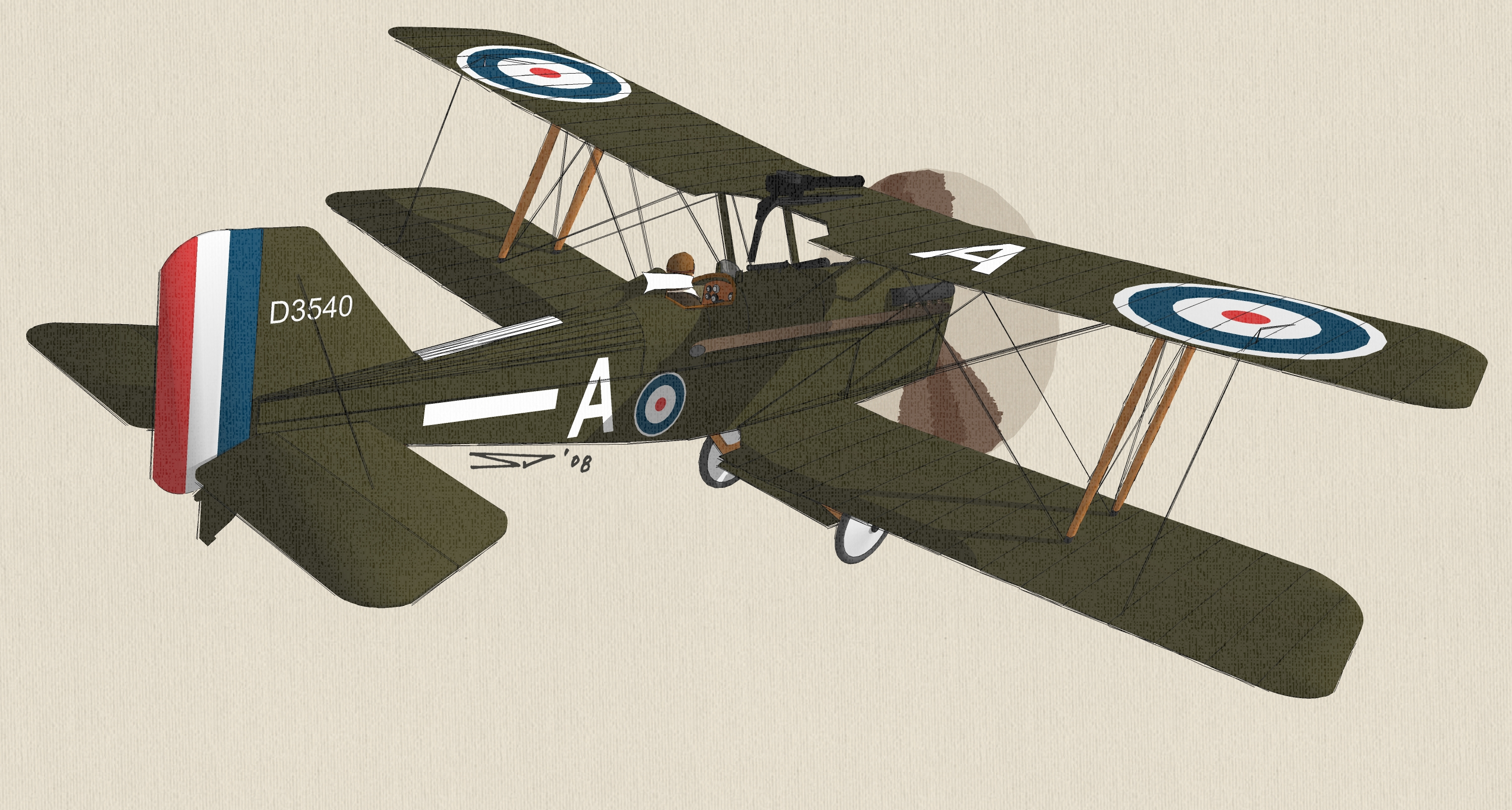
S.E.5 Мика Мэннока.

К концу 1917 года эскадрилья была переформирована, на смену Ньюпорам (которые составляли слабую конкуренцию немецким истребителям) пришли истребители S.E.5
. Свой последний самолёт в составе 40-й эскадрильи (20-й по счёту) Мэннок сбил 1 января 1918 года, после чего получил новое назначение в Лондоне.

### 74-я эскадрилья
В феврале 1918 года Эдвард Мэннок был назначен командиром звена А (лидирующего) в только что созданной 74-й эскадрилье (англ. No. 74 Squadron RAF) под командованием майора Кейта Колдвелла (англ. Keith Caldwell). Эскадрилья активно готовилась к переброске во Францию, что и было осуществленно в конце марта. Продолжая летать на S.E.5, в апреле 1918 года Мик сбил 21-й самолёт, а в мае практически удвоил свой персональный счёт, сбив 11 истребителей Pfalz D.III, 8 Albatros D.V и один Fokker Dr.I, и был удостоен ордена «За выдающиеся заслуги», первою планку к которому (то есть второй орден) он получил уже спустя две недели. 6 июня Мик сбил свой первый Fokker D.VII, а к середине месяца счёт Мэннока составил 52 победы.
По воспоминаниям сослуживцев по звену и эскадрилье, Мэннок часто бывал жесток с экипажами сбитых самолётов. Так служивший под его началом лётчик-ас Джеймс Айра Джонс (англ. James Ira Thomas Jones), написавший первую биографию Мэннока, вспоминал как Мик расстрелял из пулемёта экипаж подбитого Albatros С, мотивируя это тем, что свиней лучше убивать, чем брать в плен (англ. The swines are better dead — no prisoners). Так же была отмечена новая фобия Мэннока: после того как на его глазах в самолёте заживо сгорел один из его учеников, Мик начал брать с собой револьвер, чтобы в случае возгорания застрелиться (парашютов тогда у британцев не было).

### 84-я эскадрилья
18 июня 1918 года Эдвард Мэннок вновь вернулся в Великобританию, где получил назначение на должность командира 85-й эскадрильи (англ. No. 85 Squadron RAF).
Мик вступил в должность 3 июля, и затем снова отбыл во Францию. Что примечательно, Мэннок сменил на этой должности канадского аса Уильяма Бишопа, который так же является самым результативным лётчиком Британской империи (Мэнноку в основном приписывают 61 или 73 победы, в первом случае Бишоп находится на первом месте, а во втором, с разницей в 1 победу, на втором).

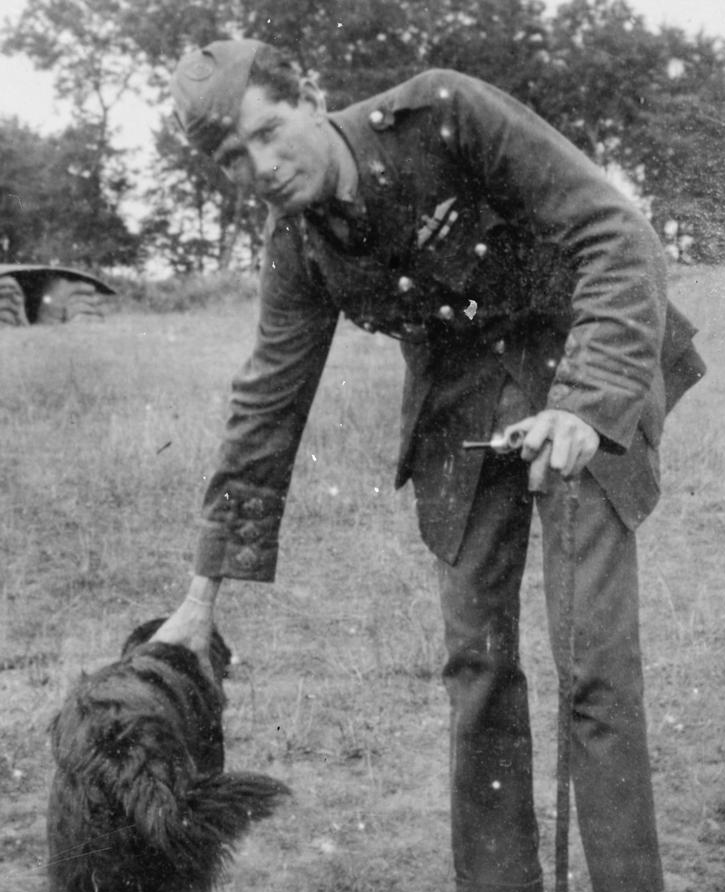
Эдвард Мэннок, 1917—1918 год.

С назначением у Мэннока отпала необходимость лично водить подчинённых в атаку, однако Мик продолжал совершать боевые вылеты (несмотря на то, что страх сгореть в собственном самолёте только усилился) и к 22 июля достиг 60 побед.

### Последний вылет
26 июля 1918 года Мэннок предложил помочь недавно прибывшему лейтенанту Дональду Инглису (англ. Donald C. Inglis) одержать его первую победу (Иглис уже летал в составе эскадрильи, но сбить пока никого не сумел). Мэннок обнаружил вражеский самолёт-разведчик LVG C.II (или DFW C.I), который был успешно сбит после совместной атаки.
Возвращаясь обратно, Мэннок и Инглис слишком снизились и во время пересечения линии фронта, были обстреляны германскими солдатами из стрелкового оружия (по другой версии Мэннок, нарушив правила, слишком снизился, чтобы проверить обломки сбитого разведчика, и его самолёт задело взрывом). Во время обстрела был повреждён двигатель S.E.5 Мэннока, и сам он, возможно, тоже был ранен. Самолёт накренился влево и стал падать.
Согласно легенде, тело Мика Мэннока было найдено немцами (в 250 метрах от места крушения, из чего были сделаны выводы, что Мэннок попытался выпрыгнуть из самолёта, хотя и носил с собой револьвер), и похоронено, однако доказательств этому нет.

## Награды
- Кавалер Военного креста (MC, 1917 год)[6] и планки к нему[8].
- Кавалер ордена «За выдающиеся заслуги»[11] (DSO, 1918 год) и дважды планок к нему[12][19]. Приказ о последнем награждении был подписан 3 августа 1918 года[19].
- Кавалер Креста Виктории (VS, 1918 год)[20].

## Победы Мэннока
Мэннок считается одним из ведущих британских асов Первой мировой войны. Согласно версии, что Мик одержал 73 победы над противником (позиция между канадцем Билли Бишопом c 72 победами и Манфредом фон Рихтгофеном по прозвищу «Красный барон», на счету которого 80 побед), Мэннок называется лучшим из лучших асов (англ. ace of aces) всей Британской империи.

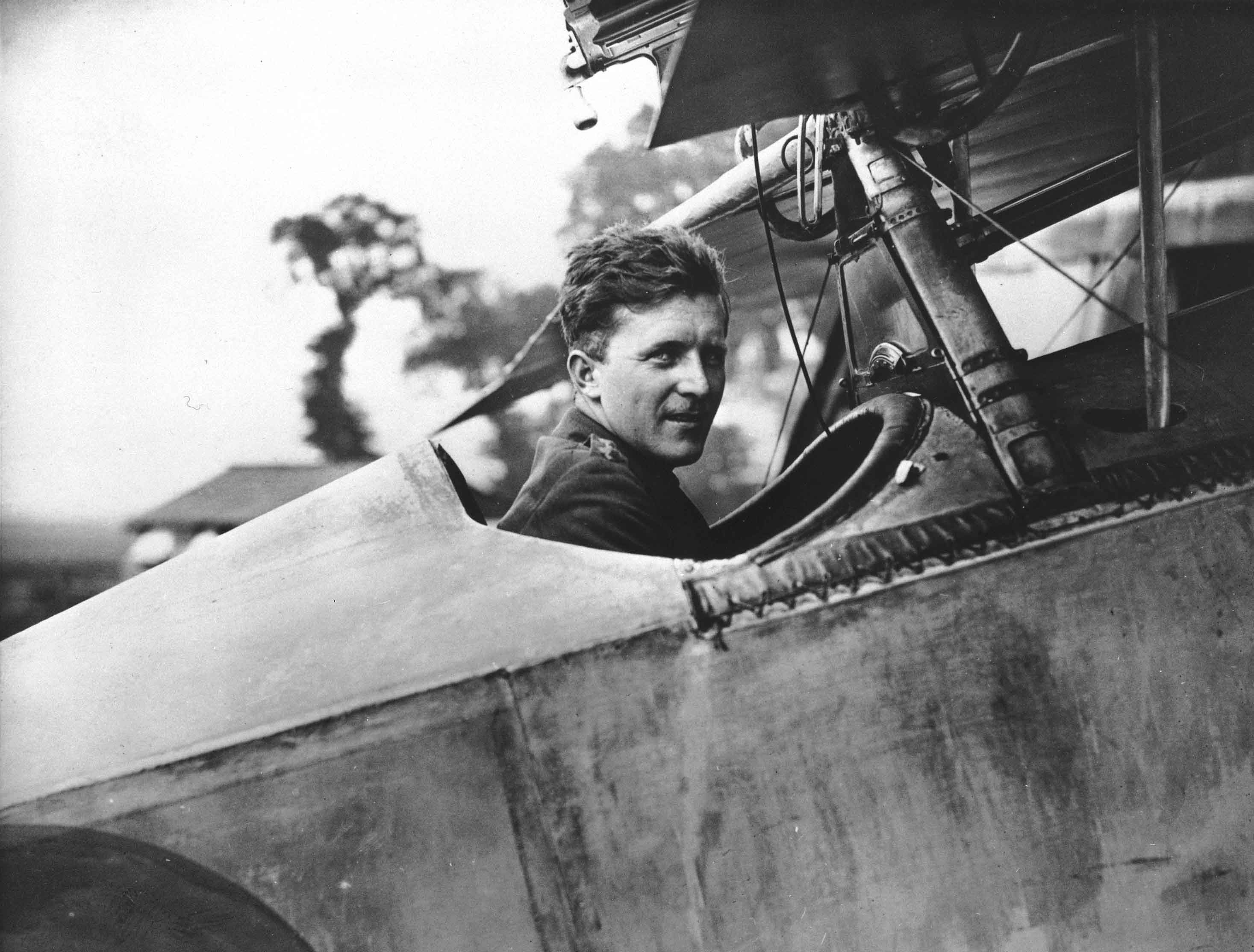
Уильям Бишоп, второй после Мэннока по результативности ас Британской Империи, 1917 год.

Согласно официальному списку побед, на счету Мэннока 61, сам он утверждал, что 51, а в указе о награждении Крестом Виктории указано — 50. Такая разница в счёте объясняется тем, что некоторые победы были одержаны путём совместной работы нескольких пилотов (так на май 1918 года Мик одержал 20 самостоятельных побед) или противник капитулировал и не был сбит.
Данные о 73-х победах были впервые приведены Айрой Джонсом, который служил с Миком в одной эскадрильи, в биографии Мэннока 1935 года. Считается, что биография Мэннока, как и многих пилотов того времени, была неизвестна общественности, и Джонс мог воспользоваться этим, чтобы пропагандировать репутацию своего погибшего друга. Биография Мэннока, составленная в 1981 году, так же подтверждает 73 одержанных победы. Однако, последующее исследование Кристофера Шора, где были убраны невостребованные совместные победы, указывает, что на счету Мэннока действительно 61 победа.

## Признание
После окончания войны боевые товарищи Эдварда Мэннока выступили с инициативой достойной оценки и увековечивания памяти Мэннока, и 18 июля 1919 года Эдвард был посмертно награждён Крестом Виктории. Награда была вручена отцу Эдварда Мэннока на церемонии, проходившей в Букингемском дворце. Помимо Креста Виктории, Эдвард-старший получил и все остальные медали сына, хотя в своём завещании Эдвард Мэннок завещал ничего не передавать отцу. Известно, что отец продал медали сына за 5 фунтов, впоследствии они были восстановлены и выставлены (до сих пор) в Музее королевских военно-воздушных сил в Колиндейле (Лондон).
Так как в Комиссии Содружества по военным захоронениям (CWGC, от англ. Commonwealth War Graves Commission) нет данных об обнаружении тела Мэннока, официальной могилы Мик не имеет. В документальном фильме Би-би-си «Высший пилотаж в Первую мировую» (англ. WW1 Aces Falling), вышедшем 21 марта 2009 года, была упомянута версия о месте захоронения, согласно которой вскоре после окончания войны недалеко от места катастрофы были найдены неизвестные останки британского лётчика. Впоследствии они были перезахоронены на военном кладбище CWGC неизвестных лётчиков Великой войны
(англ. An Unknown British Airman Of The Great War) в Лавенти (англ. Laventie). Возможно, этим лётчиком был Эдвард Мэннок
Имя Эдварда упоминается на мемориале Королевских ВВС пропавших без вести в Аррасе и военном мемориале в Веллингборо. Мемориальная доска Мэннока есть в Кентерберийском соборе. Кроме того, именем Мэннока названа 378-я эскадрилья Учебного корпуса ВВС Великобритании (англ. Air Training Corps).